# Edward Dłużewski
Edward Dłużewski, ps. Zemsta (ur. 1891, zm. 16 kwietnia 1911 w Łodzi) – polski działacz anarchistyczny, współzałożyciel Grupy Rewolucjonistów Mścicieli.

## Życiorys
Edward Dłużewski urodził się 1891, jego ojciec pracował na Bałutach jako dozorca. Od młodości wykazywał zainteresowanie walką zbrojną, a największą inspirację stanowiła dla niego działalność bojówki PPS. Jako energiczny i wysportowany 15-latek przejawiał zdolności przywódcze i potrafił podporządkować sobie nawet starszych kolegów. Efektem tego była założona przez niego bandycka grupa wzorowana na bojówce PPS. Została jednak dość szybko rozwiązana, ponieważ kolega Dłużewskiego - Bronisław Szulc, poinformował o jej zawiązaniu członków PPS. Ci natomiast dotkliwie pobili młodego dowódcę i zabrali mu broń. Dłużewski postanowił się zemścić na swoim byłym koledze. W tym celu zdobył nową broń i wybrał się do mieszkania Szulca. Tam jednak doszło do szarpaniny, w efekcie której została zabita matka Bronisława - Julianna Szulc oraz wezwany na pomoc sąsiad Chmielowski. Młodemu zabójcy udało się uciec i ukryć. W międzyczasie napadł na kupców Olszera oraz Wojciechowskiego, a także dwukrotnie uciekł wojskowemu patrolowi zabijając dwóch żołnierzy. 

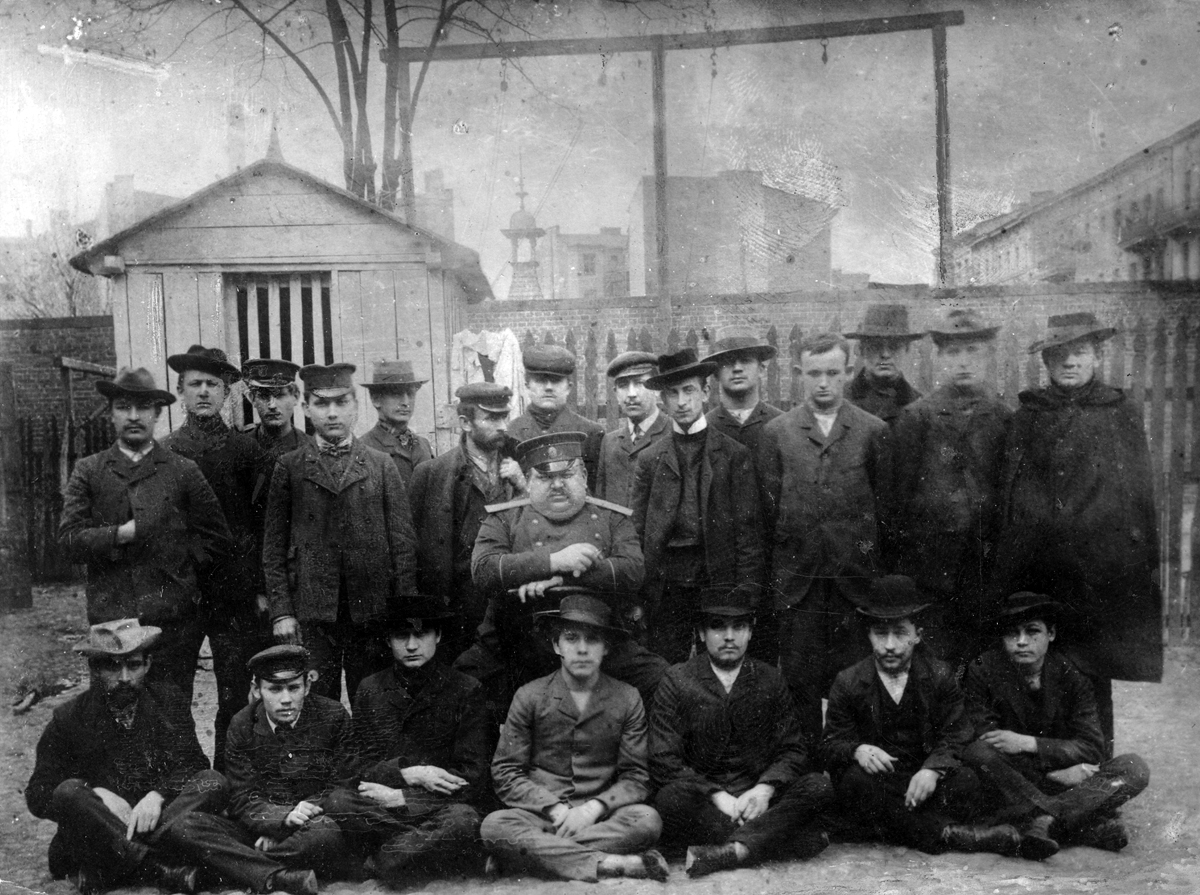
Przymusowa fotografia więźniów z zakładu przy ul. Długiej (Gdańskiej) w Łodzi z 1907. Z przodu, ostatni od lewej siedzi Edward Dłużewski

16 czerwca 1908 Bronisław Szulc oraz Jakub Cymerman pomogli policji w schwytaniu Edwarda Dłużewskiego oraz jego towarzyszy. Kilka dni później młody przestępca stanął przed sądem wojskowym, ale ze względu na swoją niepełnoletniość skazano go na 12 lat katorgi, podczas gdy innych aresztowanych powieszono.
Dłużewski początkowo odbywał karę w więzieniu w Piotrkowie, a następnie w Kaliszu, gdzie symulując chorobę postanowiono o jego przeniesieniu do szpitala. 20 lipca 1910 w czasie przewożenia do placówki, udało mu się uciec. U chłopów zdobył cywilne ubranie i przedostał się do podłódzkiej wsi Julianów (aktualnie osiedle Łodzi), gdzie znalazł schronienie u Józefa Weimana. Stamtąd skontaktował się z poznanym w więzieniu Stefanem „Wulkanem” Słaboszem oraz jego kolegami, Juliuszem „Siwkiem” Jaszke oraz Andrzejem „Mścicielem” Jachem (byli członkowie Grupy Rewolucjonistów Terrorystów). Razem zawiązali zbrojną grupę, natomiast dzięki byłemu bojowcowi PPS Romanowi Rokelii, udało zdobyć się broń. 6 września grupa dokonała zabójstwa Jakuba Cymermana, a 4 października 1910 napadu na stację kolejową Widzew, gdzie terroryzując obsługę wagonu bagażowego ukradła kasetki zawierające kwotę 19 000 rubli.

### Grupa Rewolucjonistów Mścicieli
W październiku 1910 Dłużewski poznał Józefa Piątka, byłego kierownika łódzkiej filii PPS-FR. W następnym miesiącu Piątek zawiązał bliższą znajomość z grupą Dłużewskiego i zaproponował im utworzenie zdyscyplinowanej organizacji politycznej. Przyjęto wówczas nowych członków: Józefa „Kuternogę” Banaszczyka oraz Jakuba „Wacława” Drynię, Andrzeja Jacha, Aleksandra Jaszke, Stanisława Niednarkiewicza oraz Stefana Dębskiego. Na potrzeby nowego organizacji Piątek przekazał ukryty skład broni, jeszcze z czasów jego działalności w PPS. Przyjęto również dokument grupy pt. Program Rewolucyjnych Mścicieli.
Pierwszą znaną akcją Rewolucyjnych Mścicieli było zabicie dwóch strażników ziemskich, Gustawa Wende i Fiodora Jurczenkę, którzy wcześniej mieli dopuszczać się wielu szantaży na mieszkańcach Radogoszcza. Zamach przeprowadzono 2 listopada 1910 przy szosie prowadzącej w stronę Zgierza. Józef Piątek oraz Edward Dłużewski podeszli od tył do strażników i oddali w ich stronę po jednym strzale, a następnie jeszcze kilka razy do leżących ciał. Po tym położyli na zabitych kartkę z nazwą grupy i spokojnie odeszli. Po tym zdarzeniu, policmajster Łodzi wyznaczył za głowę Dłużewskiego nagrodę 500 rubli.
Dłużewski był nieformalnym liderem grupy (razem z Józefem Piątkiem), którego najczęściej wybierano jako dowódcę na czas przeprowadzania akcji zbrojnych. Był m.in. jednym z głównych organizatorów śmiałego napadu Rewolucyjnych Mścicieli na pociąg jadący z Radomska 29 marca 1911.

### Śmierć
15 kwietnia 1911 Dłużewski wraz z trzema innymi Mścicielami powrócili z prowincji, gdzie dokonali kilku udanych napadów, i szukali w Łodzi schronienia. Ze względu, że byli poszukiwani przez policję, nie mogli wrócić do swoich mieszkań. Spotkali tamtego dnia znajomego - Feliksa Pastusiaka, który zaprowadził ich do domu Wacława Brzeziny przy ul. Widzewskiej 151. Wacław, który pracował jako księgowy w fabryce Markusa Silbersteina zgodził się na udzielenie bojowcom schronienia. W pewnym momencie, pod pretekstem zakupu alkoholu wyszedł z domu. Nie udał się jednak do sklepu, ale powozem pojechał do najbliższego cyrkułu, gdzie poinformował policjantów o obecności w swoim domu Rewolucyjnych Mścicieli. Organy ścigania oferowały w tamtym czasie kwotę 500 rubli za pomoc w schwytaniu anarchistów.
W niedługim czasie dom przy ul. Widzewskiej zostaje otoczony przez policję. Przebywający w środku bojowcy zaczynają ostrzał klatki schodowej, na którą próbowali dostać się funkcjonariusze. W budynku znajdują się cały czas inni mieszkańcy, a w samym mieszkaniu Brzezińskiego jego żona oraz dzieci. Wszyscy zostają jednak wypuszczeni przez anarchistów, co daje policji możliwość podpalenia budynku. Przed świtem zostaje on oblany naftą i podpalony. Mściciele jednak nie przerywają ostrzału, a w pewnym momencie z budynku wybiega osoba. Celując w stronę funkcjonariuszy oddaje strzały, ale zostaje szybko postrzelona. Okazało się, że był to jeden z anarchistów - Stefan Słabosz. Zmarł parę godzin później w szpitalu. Kiedy pytano się go, czemu zostawił swoich towarzyszy, miał odpowiedzieć: „Dłużewski pytał, czy który z nas pragnie uciekać, on bowiem do takiego życia nie ma po co wracać.”
Podpalony budynek niemalże całkowicie spłonął. Po przeszukaniu przez policję zgliszczy, znaleziono trzy zwęglone ciała. Początkowo zakładano, że anarchiści popełnili samobójstwo, ale po szczegółowych badaniach zwłok stwierdzono, że spłonęli oni żywcem. Poza Edwardem Dłużewskim oraz Stefanem Słaboszem, tamtego dnia zginęli jeszcze Julian Jeszke oraz Edward Jach.